# Champions Trophy mannen 2006
De 28ste editie van de Champions Trophy (hockey) vond plaats van zaterdag 22 juli tot en met zondag 30 juli 2006 in Barcelona (Terrassa), Spanje. De deelnemende landen waren Argentinië, Australië, Duitsland, Pakistan, Nederland en gastland Spanje.

## Selecties

### Argentinië
1. Juan Manuel Vivaldi (gk)
2. Juan Martín López
3. Matías Vila
4. Ezequiel Paulón
5. Mariano Chao (gk)
6. Mario Almada
7. Rodrigo Vila
8. Tomás MacCormik
9. Lucas Cammareri

1. Marcos Riccardi
2. Fernando Zylberberg
3. Germán Orozco
4. Matías Paredes
5. Matias Cammareri
6. Tomás Argento
7. Lucas Vila
8. Matias Rey
9. Pedro Ibarra

Bondscoach: Sergio Vigil

### Australië
1. Jamie Dwyer
2. Liam De Young
3. Michael Boyce
4. Michael McCann
5. Troy Elder
6. Robert Hammond
7. Nathan Eglington
8. Mark Knowles
9. Luke Doerner

1. Grant Schubert
2. Bevan George
3. Stephen Lambert (gk)
4. Matt Naylor
5. Aaron Hopkins
6. Travis Brooks
7. Brent Livermore
8. Dean Butler
9. Stephen Mowlam (gk)

Bondscoach: Colin Batch

### Duitsland
1. Christian Schulte (gk)
2. Philip Witte
3. Philipp Crone
4. Carlos Nevado
5. Moritz Fürste
6. Jan-Marco Montag
7. Björn Emmerling
8. Sebastian Biederlack
9. Justus Scharowsky

1. Tibor Weißenborn
2. Niklas Meinert
3. Timo Weß
4. Christopher Zeller
5. Matthias Witthaus
6. Philipp Zeller
7. Sebastian Draguhn
8. Nicolas Emmerling
9. Tim Jessulat (gk)

Bondscoach: Bernhard Peters

### Nederland
1. Guus Vogels (gk)
2. Geert-Jan Derikx
3. Karel Klaver
4. Thomas Boerma
5. Sander van der Weide
6. Ronald Brouwer
7. Taeke Taekema
8. Jeroen Delmee
9. Klaas Veering (gk)

1. Teun de Nooijer
2. Eby Kessing
3. Floris Evers
4. Rob Reckers
5. Matthijs Brouwer
6. Nick Meijer
7. Roderick Weusthof
8. Timme Hoyng
9. Robert van der Horst

Bondscoach: Roelant Oltmans

Assistent: Hans Streeder

Assistent: Thomas Tichelman

Mental coach: Bouke de Boer

Fysio: Erik Gemser 

Fysio: Hans Tossijn

Arts: Peter Verstappen

Video: Lars Gillhaus

### Pakistan
1. Rehan Butt
2. Ehsan Ullah
3. Ali Ghazanfar
4. Muhammad Saqlain
5. Dilawar Hussain
6. Adnan Maqsood
7. Sohail Abbas
8. Salman Akbar (gk)
9. Zubair Muhammad

1. Nasir Ahmed (gk)
2. Shakeel Abbasi
3. Adnan Zakir
4. Akhtar Ali
5. Muhammad Imran
6. Waseem Ahmad
7. Zeeshan Ashraf
8. Waqas Sharif
9. Saleem Khalid

Bondscoach: Asif Bajwa

### Spanje
1. Bernardino Herrera (gk)
2. Santi Freixa
3. Miguel Delas
4. Oriol Freixa
5. Francisco "Kiko" Fábregas
6. Alex Fàbregas
7. Pol Amat
8. Eduard Tubau
9. Ramón Alegre

1. Héctor González
2. Víctor Sojo
3. Xavier Ribas
4. Albert Sala
5. Rodrigo Garza
6. Pau Quemada
7. Sergi Enrique
8. Francisco Cortés (gk)
9. David Alegre

Bondscoach: Maurits Hendriks

## Scheidsrechters
- Xavier Adell
- Tim Pullman
- Daniel Santi
- Satinder Kumar

- David Leiper
- Erik Klein Nagelvoort
- Syad Zulfiqar
- Hamish Jamson

## Voorronde
| 22 juli   |       |          |  |
| Australië | 3 – 2 | Pakistan |  |
|           |       |          |  |

| 22 juli |       |           |  |
| Spanje  | 1 – 1 | Duitsland |  |
|         |       |           |  |

| 22 juli   |       |            |  |
| Nederland | 4 – 2 | Argentinië |  |
|           |       |            |  |

| 23 juli  |       |           |  |
| Pakistan | 3 – 3 | Duitsland |  |
|          |       |           |  |

| 23 juli    |       |        |  |
| Argentinië | 1 – 1 | Spanje |  |
|            |       |        |  |

| 23 juli   |       |           |  |
| Australië | 1 – 1 | Nederland |  |
|           |       |           |  |

| 25 juli   |       |          |  |
| Nederland | 9 – 2 | Pakistan |  |
|           |       |          |  |

| 25 juli |       |           |  |
| Spanje  | 5 – 3 | Australië |  |
|         |       |           |  |

| 25 juli   |       |            |  |
| Duitsland | 3 – 1 | Argentinië |  |
|           |       |            |  |

| 27 juli   |       |           |  |
| Duitsland | 3 – 3 | Nederland |  |
|           |       |           |  |

| 27 juli  |       |        |  |
| Pakistan | 2 – 3 | Spanje |  |
|          |       |        |  |

| 27 juli    |       |           |  |
| Argentinië | 0 – 6 | Australië |  |
|            |       |           |  |

| 29 juli  |       |            |  |
| Pakistan | 2 – 1 | Argentinië |  |
|          |       |            |  |

| 29 juli |       |           |  |
| Spanje  | 3 – 4 | Nederland |  |
|         |       |           |  |

| 29 juli   |       |           |  |
| Australië | 3 – 4 | Duitsland |  |
|           |       |           |  |

## Eindstand voorronde
| № | Land       | WG | W | G | V | DV | DT | +/– | Punten |
| - | ---------- | -- | - | - | - | -- | -- | --- | ------ |
| 1 | Nederland  | 5  | 3 | 2 | 0 | 21 | 11 | +10 | 11     |
| 2 | Duitsland  | 5  | 2 | 3 | 0 | 14 | 11 | +3  | 9      |
| 3 | Spanje     | 5  | 2 | 2 | 1 | 13 | 11 | +2  | 8      |
| 4 | Australië  | 5  | 2 | 1 | 2 | 16 | 12 | +4  | 7      |
| 5 | Pakistan   | 5  | 1 | 1 | 3 | 11 | 19 | –8  | 4      |
| 6 | Argentinië | 5  | 0 | 1 | 4 | 5  | 16 | –11 | 1      |

## Play-offs

### Om vijfde plaats
| 30 juli 13:00                                  |       |                  |                                                                         |
| Pakistan                                       | 3 – 1 | Argentinië       | Terrassa Scheidsrechters: Tim Pullman (AUS) Erik Klein Nagelvoort (NED) |
| Rehan Butt 24' Rehan Butt 34' Sohail Abbas 40' |       | 51' Mario Almada | Terrassa Scheidsrechters: Tim Pullman (AUS) Erik Klein Nagelvoort (NED) |

### Troostfinale
| 30 juli 15:30                 |                           |                                       |                                                                   |
| Spanje                        | 2 – 2 5 – 4 (strafballen) | Australië                             | Terrassa Scheidsrechters: Hamish Jamson (ENG) Syad Zulfiqar (PAK) |
| Eduard Tubau 45' Pol Amat 62' |                           | 38' Luke Doerner 50' Nathan Eglington | Terrassa Scheidsrechters: Hamish Jamson (ENG) Syad Zulfiqar (PAK) |

### Finale
| 30 juli 18:00                         |       |              |                                                                   |
| Nederland                             | 2 – 1 | Duitsland    | Terrassa Scheidsrechters: Xavier Adell (ESP) Satinder Kumar (IND) |
| Taeke Taekema 20' Teun de Nooijer 33' |       | 41' Timo Weß | Terrassa Scheidsrechters: Xavier Adell (ESP) Satinder Kumar (IND) |

## Eindstand
1. Nederland
2. Duitsland
3. Spanje
4. Australië
5. Pakistan
6. Argentinië

## Ereprijzen
| Topscorer                  | Beste speler    | Grootste talent | Beste doelman  | Fair Play Trophy |
| -------------------------- | --------------- | --------------- | -------------- | ---------------- |
| Santi Freixa Taeke Taekema | Teun de Nooijer | Sergi Enrique   | Stephen Mowlam | Australië        |

Mannen:
Lahore 1978 ·
Karachi 1980 ·
Karachi 1981 ·
Amstelveen 1982 ·
Karachi 1983 ·
Karachi 1984 ·
Perth 1985 ·
Karachi 1986 ·
Amstelveen 1987 ·
Lahore 1988 ·
Berlijn 1989 ·
Melbourne 1990 ·
Berlijn 1991 ·
Karachi 1992 ·
Kuala Lumpur 1993 ·
Lahore 1994 ·
Berlijn 1995 ·
Chennai 1996 ·
Adelaide 1997 ·
Lahore 1998 ·
Brisbane 1999 ·
Amstelveen 2000 ·
Rotterdam 2001 ·
Keulen 2002 ·
Amstelveen 2003 ·
Lahore 2004 ·
Chennai 2005 ·
Barcelona 2006 ·
Kuala Lumpur 2007 ·
Rotterdam 2008 ·
Melbourne 2009 ·
Mönchengladbach 2010 ·
Auckland 2011 ·
Melbourne 2012 ·
Bhubaneswar 2014 ·
Londen 2016 ·
Breda 2018
Vrouwen:
Amstelveen 1987 ·
Frankfurt 1989 ·
Berlijn 1991 ·
Amstelveen 1993 ·
Mar del Plata 1995 ·
Berlijn 1997 ·
Brisbane 1999 ·
Amstelveen 2000 ·
Amstelveen 2001 ·
Macau 2002 ·
Sydney 2003 ·
Rosario 2004 ·
Canberra 2005 ·
Amstelveen 2006 ·
Quilmes 2007 ·
Mönchengladbach 2008 ·
Melbourne 2009 ·
Nottingham 2010 ·
Amstelveen 2011 ·
Rosario 2012 ·
Mendoza 2014 ·
Londen 2016 ·
Changzhou 2018